# Tommy Haas
Thomas Mario "Tommy" Haas (sinh ngày 3 tháng 4 năm 1978) là một cựu vận động viên quần vợt chuyên nghiệp người Đức. Anh đã tham gia thi đấu trong hiệp hội quần vợt nhà nghề từ năm 1996. Sau khi lọt vào danh sách 100 tay vợt hàng đầu vào năm 1997 và đạt vị trí đánh đơn số 2 thế giới vào tháng 5 năm 2002 thì sự nghiệp của Haas bị gián đoạn bởi chấn thương: anh đã bị loại khỏi bảng xếp hạng thế giới 2 lần do không có khả năng chơi trong 12 tháng.

## Các trận chung kết lớn

### Chung kết Thế vận hội

#### Đơn: 1 (1 huy chương bạc)
| Kết quả | Năm  | Giải vô địch    | Mặt sân | Đối thủ            | Điểm số                      |
| ------- | ---- | --------------- | ------- | ------------------ | ---------------------------- |
| Bạc     | 2000 | Olympics Sydney | Cứng    | Yevgeny Kafelnikov | 6–7(4–7), 6–3, 2–6, 6–4, 3–6 |

### Chung kết Masters Series

#### Đơn: 2 (1–1)
| Kết quả | Năm  | Giải Vô địch | Mặt sân  | Đối thủ      | Điểm số       |
| ------- | ---- | ------------ | -------- | ------------ | ------------- |
| Vô địch | 2001 | Stuttgart    | Cứng (i) | Max Mirnyi   | 6–2, 6–2, 6–2 |
| Á quân  | 2002 | Rome         | Đất nện  | Andre Agassi | 3–6, 3–6, 0–6 |

## Chung kết ATP

### Đơn: 26 (15–13)
| Legend                            |
| --------------------------------- |
| Grand Slam Tournaments (0–0)      |
| ATP World Tour Finals (0–0)       |
| Grand Slam Cup (0–1)              |
| Olympic Games (0–1)               |
| ATP World Tour Masters 1000 (1–1) |
| ATP World Tour 500 Series (4–4)   |
| ATP World Tour 250 Series (7–4)   |

| Kết quả | Số thứ tự | Ngày                     | Giải đấu                                                 | Mặt sân  | Đối thủ               | Điểm số                           |
| ------- | --------- | ------------------------ | -------------------------------------------------------- | -------- | --------------------- | --------------------------------- |
| Á quân  | 1.        | 13 tháng 10 năm 1997     | Open Sud de France, Lyon, Pháp                           | Cứng (i) | Fabrice Santoro       | 4–6, 4–6                          |
| Á quân  | 2.        | 19 tháng 10 năm 1998     | Open Sud de France, Lyon, Pháp(2)                        | Cứng (i) | Àlex Corretja         | 6–2, 6–7(6–8), 1–6                |
| Á quân  | 3.        | 11 tháng 1 năm 1999      | Heineken Open, Auckland, New Zealand                     | Cứng     | Sjeng Schalken        | 4–6, 4–6                          |
| Vô địch | 1.        | 15 tháng 2 năm 1999      | Kroger St. Jude International, Memphis, Hoa Kỳ           | Cứng     | Jim Courier           | 6–4, 6–1                          |
| Á quân  | 4.        | 19 tháng 7 năm 1999      | Mercedes Cup, Stuttgart, Đức                             | Đất nện  | Magnus Norman         | 7–6(8–6), 6–4, 6–7(7–9), 0–6, 3–6 |
| Á quân  | 5.        | 17 tháng 9 năm 1999      | Grand Slam Cup, Munich, Đức                              | Thảm     | Greg Rusedski         | 3–6, 4–6, 7–6(7–5), 6–7(5–7)      |
| Á quân  | 6.        | ngày 1 tháng 5 năm 2000  | Giải BMW Mở rộng, Munich, Đức                            | Đất nện  | Franco Squillari      | 4–6, 4–6                          |
| Á quân  | 7.        | 18 tháng 9 năm 2000      | Thế vận hội Mùa hè, Sydney, Úc                           | Cứng     | Yevgeny Kafelnikov    | 6–7(4–7), 6–3, 2–6, 6–4, 3–6      |
| Á quân  | 8.        | 9 tháng 10 năm 2000      | Bank Austria-TennisTrophy, Wien, Áo                      | Cứng (i) | Tim Henman            | 4–6, 4–6, 4–6                     |
| Vô địch | 2.        | 1 tháng 1 năm 2001       | ATP Adelaide, Adelaide, Úc                               | Cứng     | Nicolás Massú         | 6–3, 6–1                          |
| Vô địch | 3.        | 20 tháng 8 năm 2001      | ATP Long Island, Long Island, Hoa Kỳ                     | Cứng     | Pete Sampras          | 6–3, 3–6, 6–2                     |
| Vô địch | 4.        | 8 tháng 10 năm 2001      | Bank Austria-TennisTrophy, Wien, Áo                      | Cứng(i)  | Guillermo Cañas       | 6–2, 7–6(8–6), 6–4                |
| Vô địch | 5.        | 15 tháng 19 năm 2001     | Stuttgart Masters, Stuttgart, Đức                        | Cứng (i) | Max Mirnyi            | 6–2, 6–2, 6–2                     |
| Á quân  | 9.        | 6 tháng 5 năm 2002       | Rome Masters, Roma, Ý                                    | Cứng     | Andre Agassi          | 3–6, 3–6, 0–6                     |
| Vô địch | 6.        | 12 tháng 4 năm 2004      | U.S. Men's Clay Court Championships, Houston, Hoa Kỳ     | Đất nện  | Andy Roddick          | 6–3, 6–4                          |
| Vô địch | 7.        | 12 tháng 7 năm 2004      | Mercedes-Benz Cup, Los Angeles, Hoa Kỳ                   | Cứng     | Nicolas Kiefer        | 7–6(8–6), 6–4                     |
| Vô địch | 8.        | 5 tháng 2 năm 2006       | International Tennis Championships, Delray Beach, Hoa Kỳ | Cứng     | Xavier Malisse        | 6–3, 3–6, 7–6(7–5)                |
| Vô địch | 9.        | 25 tháng 2 năm 2006      | Kroger St. Jude International, Memphis, Hoa Kỳ (2)       | Cứng (i) | Robin Söderling       | 6–3, 6–2                          |
| Vô địch | 10.       | 24 tháng 7 năm 2006      | Los Angeles Open, Los Angeles, Hoa Kỳ (2)                | Cứng     | Dmitry Tursunov       | 4–6, 7–5, 6–3                     |
| Vô địch | 11.       | 25 tháng 2 năm 2007      | Memphis International, Memphis, Hoa Kỳ (3)               | Cứng (i) | Andy Roddick          | 6–2, 6–3                          |
| Vô địch | 12.       | ngày 14 tháng 6 năm 2009 | Gerry Weber Open, Halle, Đức                             | Cỏ       | Novak Djokovic        | 6–3, 6–7(4–7), 6–1                |
| Vô địch | 13.       | 17 tháng 6 năm 2012      | Gerry Weber Open, Halle, Đức (2)                         | Cỏ       | Roger Federer         | 7–6(7–5), 6–4                     |
| Á quân  | 10.       | 22 tháng 7 năm 2012      | German Open Tennis Championships, Hamburg, Đức           | Đất nện  | Juan Mónaco           | 5–7, 4–6                          |
| Á quân  | 11.       | 5 tháng 8 năm 2012       | Citi Open, Washington, D.C., Hoa Kỳ                      | Cứng     | Alexandr Dolgopolov   | 7–6(9–7), 4–6, 1–6                |
| Á quân  | 12.       | 17 tháng 2 năm 2013      | SAP Open, San Jose, Hoa Kỳ                               | Cứng(i)  | Milos Raonic          | 4–6, 3–6                          |
| Vô địch | 14.       | 5 tháng 5 năm 2013       | Giải BMW Mở rộng, Munich, Đức                            | Đất nện  | Philipp Kohlschreiber | 6–3, 7–6 (7–3)                    |
| Vô địch | 15.       | 20 tháng 10 năm 2013     | Erste Bank Open, Vienna, Áo                              | Cứng     | Robin Haase           | 6-3,4-6,6-4                       |
| Á quân  | 13.       | 16 tháng 2 năm 2014      | PBZ Zagreb Indoors, Zagreb, Croatia                      | Hard (i) | Marin Cilic           | 3–6, 4–6                          |

### Đôi: 1 (1–0)
| Legend                            |
| --------------------------------- |
| Grand Slam Tournaments (0–0)      |
| ATP World Tour Finals (0–0)       |
| ATP World Tour Masters 1000 (0–0) |
| ATP World Tour 500 Series (0–0)   |
| ATP World Tour 250 Series (1–0)   |

| Kết quả | Số thứ tự | Ngày               | Giải đấu                   | Mặt sân  | Đồng đội       | Đối thủ                       | Điểm số  |
| ------- | --------- | ------------------ | -------------------------- | -------- | -------------- | ----------------------------- | -------- |
| Vô địch | 1.        | 9 tháng 2 năm 2009 | SAP Open, San Jose, Hoa Kỳ | Cứng (i) | Radek Štěpánek | Rohan Bopanna Jarkko Nieminen | 6–2, 6–3 |

### Giải đấu đồng đội: 2 (2–0)
| Kêt quả | Thắng-Thua | Năm  | Giải đấu            | Mặt sân | Đồng đội                                     | Đối thủ                                                          | Tỷ số |
| ------- | ---------- | ---- | ------------------- | ------- | -------------------------------------------- | ---------------------------------------------------------------- | ----- |
| Vô địch | 1–0        | 1998 | World Team Cup, Đức | Đất nện | Nicolas Kiefer Boris Becker David Prinosil   | Petr Korda Ctislav Doseděl Daniel Vacek Cyril Suk                | 3–0   |
| Vô địch | 2–0        | 2005 | World Team Cup, Đức | Đất nện | Nicolas Kiefer Florian Mayer Alexander Waske | Guillermo Cañas Juan Ignacio Chela Guillermo Coria Gastón Gaudio | 2–1   |